# Posuhiv, Berejanî
Posuhiv (în ucraineană Посухів) este o comună în raionul Berejanî, regiunea Ternopil, Ucraina, formată numai din satul de reședință.

## Demografie
Componența lingvistică a comunei Posuhiv
     Ucraineană (99,69%)
     Alte limbi (0,31%)
Conform recensământului din 2001, majoritatea populației comunei Posuhiv era vorbitoare de ucraineană (99,69%), existând în minoritate și vorbitori de alte limbi.